# Міхалковиці (Опольське воєводство)
Міхалковиці (пол. Michałkowice, нім. Michelsdorf) — село в Польщі, у гміні Браниці Ґлубчицького повіту Опольського воєводства.
Населення — 172 особи (2011).

## Демографія
Демографічна структура станом на 31 березня 2011 року:
|          | Загалом | Допрацездатний вік | Працездатний вік | Постпрацездатний вік |
| -------- | ------- | ------------------ | ---------------- | -------------------- |
| Чоловіки | 86      | 26                 | 55               | 5                    |
| Жінки    | 86      | 17                 | 53               | 16                   |
| Разом    | 172     | 43                 | 108              | 21                   |